# Setmana Catalana de 1967
La Setmana Catalana de 1967, coneguda com a V Challenge Drink, va ser la 5a edició de la Setmana Catalana de Ciclisme. Es disputà en 6 etapes del 28 de març al 2 d'abril de 1967. El vencedor final fou Domingo Perurena de l'equip Fagor per davant de Jaume Alomar Florit i José Pérez Francés.
La cursa continuava formant-se de 6 trofeus independents, organitzats per diferents entitats. La classificació final també es decidia pels punts repartits entre cada prova, en lloc dels temps acumulats.
La cursa va ser una disputa entre Perurena, Alomar i Pérez Francés que van estar entre els tres primers en quasi totes les proves.

## Etapes
| Etapa | Data       | Ciutats d'etapa                       | km    | Vencedor de l'etapa         | Líder de la general       |
| ----- | ---------- | ------------------------------------- | ----- | --------------------------- | ------------------------- |
| 1a    | 28 de març | Barcelona – Manlleu                   | 166,0 | Jaume Alomar Florit (ESP)   | Jaume Alomar Florit (ESP) |
| 2a    | 29 de març | Barcelona – Castelldefels             | 178,0 | Jaume Alomar Florit (ESP)   | Jaume Alomar Florit (ESP) |
| 3a    | 30 de març | Barcelona – Igualada                  | 154,0 | Domingo Perurena (ESP)      | Jaume Alomar Florit (ESP) |
| 4a    | 31 de març | Barcelona - L'Hospitalet de Llobregat | 157,0 | José Pérez Francés (ESP)    | Jaume Alomar Florit (ESP) |
| 5a    | 1 d'abril  | Barcelona - Sabadell                  | 151,0 | Domingo Perurena (ESP)      | Domingo Perurena (ESP)    |
| 6a    | 2 d'abril  | Barcelona - Sitges                    | 165,0 | José María Errandonea (ESP) | Domingo Perurena (ESP)    |

### 1a etapa (V Trofeu Doctor Assalit)[1]
28-03-1967: Barcelona – Manlleu, 166,0 km.:
|   | Ciclista                  | Equip | Temps      |
| - | ------------------------- | ----- | ---------- |
| 1 | Jaume Alomar Florit (ESP) | Fagor | 4h 23' 34" |
| 2 | Domingo Perurena (ESP)    | Fagor | + 16"      |
| 3 | Jordi Mariné Tarés (ESP)  | Fagor | m. t.      |

### 2a etapa (XXXTrofeu Masferrer)[2]
29-03-1967: Barcelona – Castelldefels, 178,0 km.:
|   | Ciclista                  | Equip      | Temps     |
| - | ------------------------- | ---------- | --------- |
| 1 | Jaume Alomar Florit (ESP) | Fagor      | 4h 46' 04 |
| 2 | José Pérez Francés (ESP)  | Kas-Kaskol | m. t.     |
| 3 | Domingo Perurena (ESP)    | Fagor      | m. t.     |

### 3a etapa (III Trofeu Torres-Serdan)[3]
30-03-1967: Barcelona – Igualada, 154,0 km.:
|   | Ciclista                  | Equip      | Temps      |
| - | ------------------------- | ---------- | ---------- |
| 1 | Domingo Perurena (ESP)    | Fagor      | 3h 57' 26" |
| 2 | José Pérez Francés (ESP)  | Kas-Kaskol | m. t.      |
| 3 | Jaume Alomar Florit (ESP) | Fagor      | m. t.      |

### 4a etapa (XXIITrofeu Jaumendreu)[4]
31-03-1967: Barcelona - L'Hospitalet de Llobregat, 157,0 km. :
|   | Ciclista                  | Equip      | Temps      |
| - | ------------------------- | ---------- | ---------- |
| 1 | José Pérez Francés (ESP)  | Kas-Kaskol | 3h 59' 09" |
| 2 | Domingo Perurena (ESP)    | Fagor      | m. t.      |
| 3 | Jaume Alomar Florit (ESP) | Fagor      | m. t.      |

### 5a etapa (XVII Trofeu Juan Fina)[5]
01-04-1967: Barcelona - Sabadell, 151,0 km. :
|   | Ciclista                  | Equip      | Temps      |
| - | ------------------------- | ---------- | ---------- |
| 1 | Domingo Perurena (ESP)    | Fagor      | 3h 28' 22" |
| 2 | José Pérez Francés (ESP)  | Kas-Kaskol | m. t.      |
| 3 | Jaume Alomar Florit (ESP) | Fagor      | m. t.      |

### 6a etapa (V Gran Premi de la Federació catalana de ciclisme)[6]
02-04-1967: Barcelona - Sitges, 165,0 km. :
|   | Ciclista                      | Equip      | Temps      |
| - | ----------------------------- | ---------- | ---------- |
| 1 | José María Errandonea (ESP)   | Fagor      | 4h 37' 39" |
| 2 | Antonio Gómez del Moral (ESP) | Kas-Kaskol | m. t.      |
| 3 | José Antonio Pontón (ESP)     | Ferrys     | m. t.      |

## Classificació General
|    | Ciclista                        | Equip      | Punts |
| -- | ------------------------------- | ---------- | ----- |
| 1  | Domingo Perurena (ESP)          | Fagor      | 140   |
| 2  | Jaume Alomar Florit (ESP)       | Fagor      | 131   |
| 3  | José Pérez Francés (ESP)        | Kas-Kaskol | 129   |
| 4  | Carlos Echeverría Zudaire (ESP) | Kas-Kaskol | 85    |
| 5  | Jordi Mariné Tarés (ESP)        | Fagor      | 82    |
| 6  | José Antonio Pontón (ESP)       | Ferrys     | 75    |
| 7  | Antonio Gómez del Moral (ESP)   | Kas-Kaskol | 73,5  |
| 8  | José María Errandonea (ESP)     | Fagor      | 48,5  |
| 9  | Sebastián Elorza Uría (ESP)     | Kas-Kaskol | 48,5  |
| 10 | Ventura Díaz Arrey (ESP)        | Ferrys     | 38,5  |